# هری کرین
هری کرین (انگلیسی: Harry Crane؛ ‏ ۲۳ آوریل ۱۹۱۴ – ۱۲ سپتامبر ۱۹۹۹) فیلم‌نامه‌نویس اهل ایالات متحده آمریکا بود.
از فیلم‌هایی که وی در آن‌ها نقش داشته‌است، می‌توان به ترانه مرد لاغر، گمشده در حرم و به شکار ارواح می‌رویم اشاره نمود.